# Gottshaus
Gottshaus (toponimo tedesco) è una frazione del comune svizzero di Hauptwil-Gottshaus, nel Canton Turgovia (distretto di Weinfelden).

## Storia

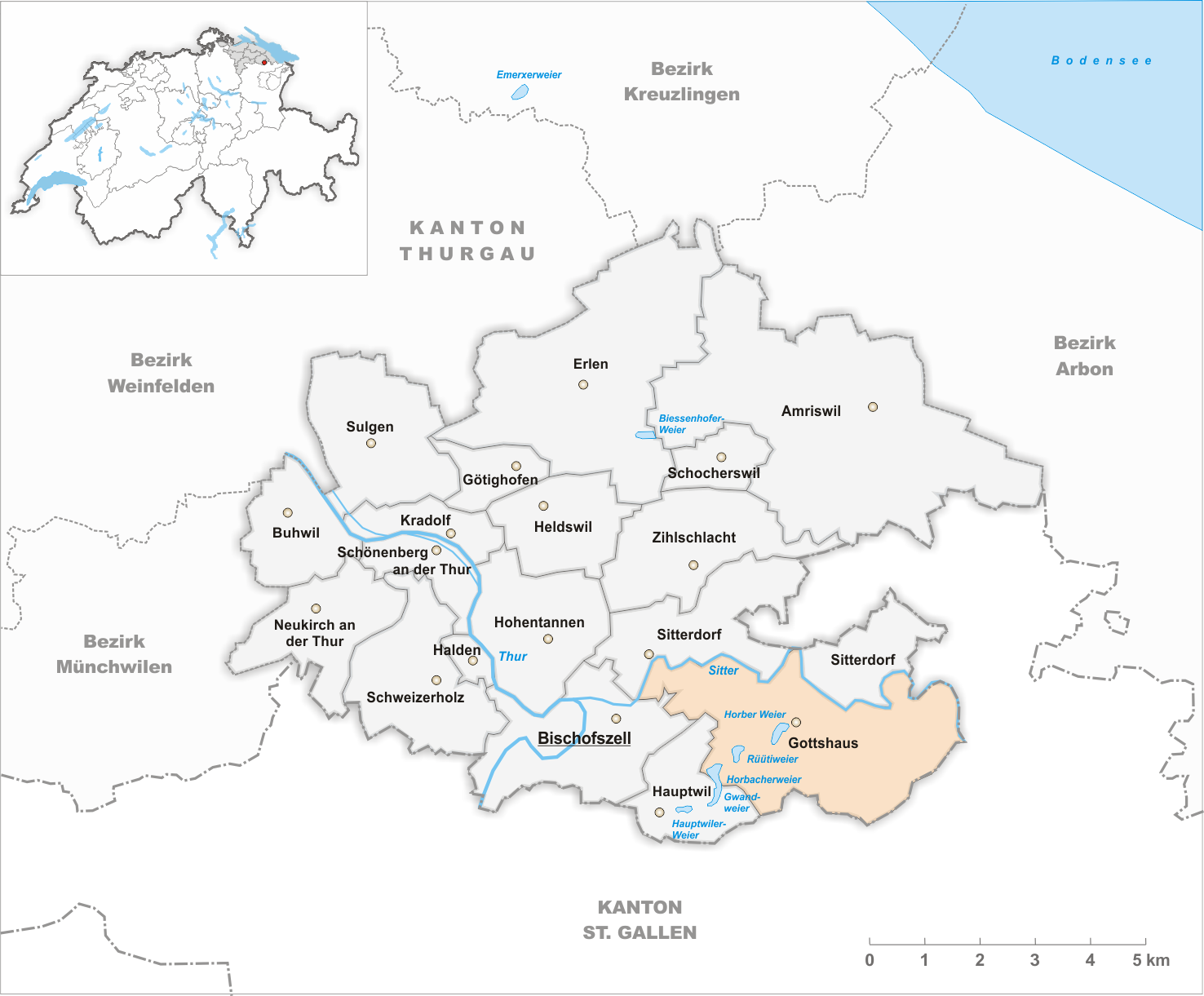
Il territorio del comune di Gottshaus prima degli accorpamenti comunali del 1995

Già comune autonomo (Ortsgemeinde) che apparteneva al distretto di Bischofszell e che comprendeva anche la frazione di Sankt Pelagiberg, nel 1996 è stato accorpato all'altro comune soppresso di Hauptwil (tranne la località di Stocken, assegnata al comune di Bischofszell) per formare il nuovo comune di Hauptwil-Gottshaus.

## Monumenti e luoghi d'interesse

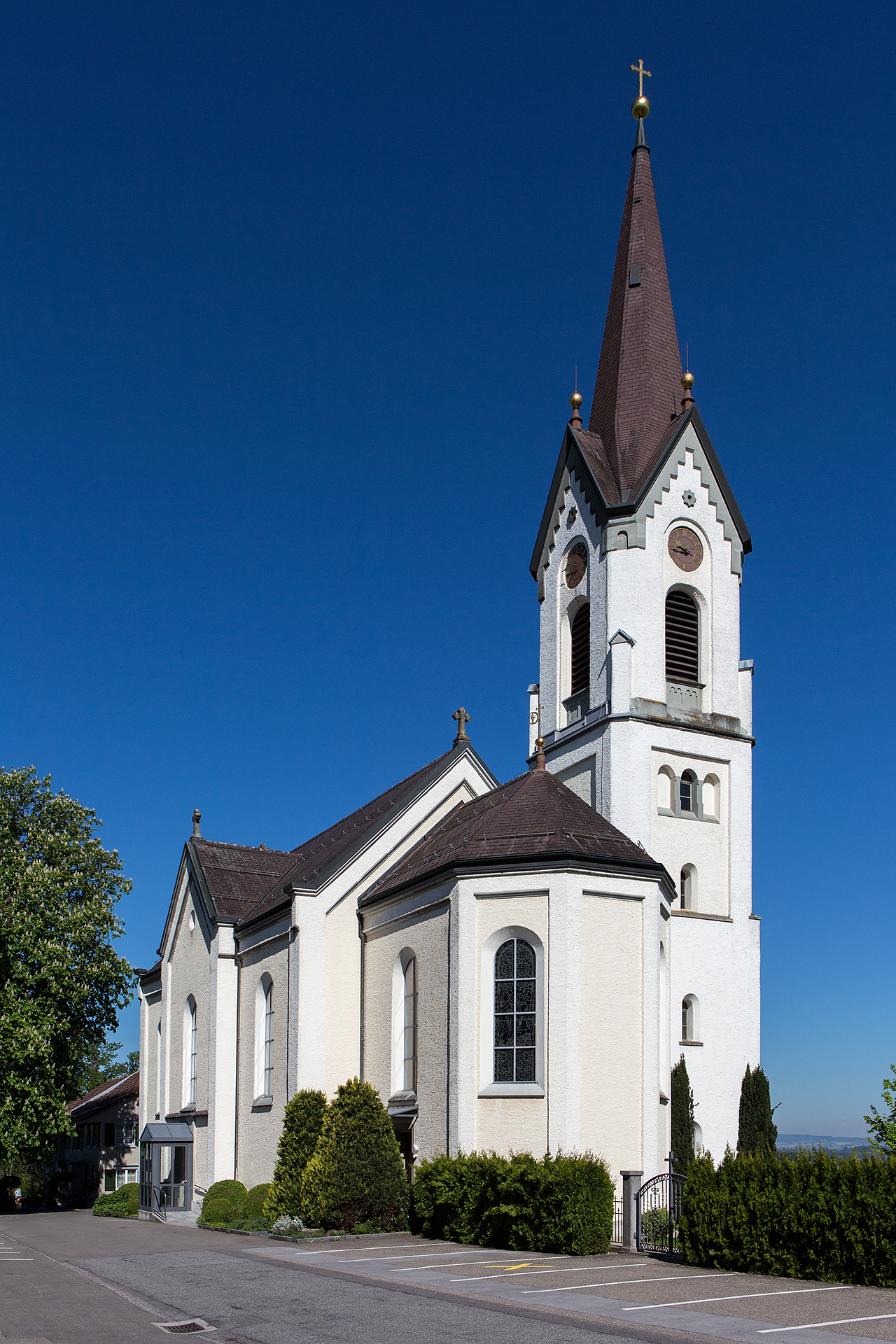
La chiesa di Sankt Pelagiberg

- Chiesa di Sankt Pelagiberg, eretta nel 1888 in luogo di una precedente cappella tardomedievale[3].

## Società

### Evoluzione demografica
L'evoluzione demografica è riportata nella seguente tabella (fino al 1990 con Stocken):
Abitanti censiti

## Amministrazione
Ogni famiglia originaria del luogo fa parte del cosiddetto comune patriziale e ha la responsabilità della manutenzione di ogni bene ricadente all'interno dei confini della frazione.